# Núria Martínez i Prat
Núria Martínez Prat (Vilassar de Mar, Maresme, 29 de febrer de 1984) és una exjugadora de bàsquet catalana.
Formada a l'Associació Esportiva Centre Catòlic Mataró, va jugar a la Salle Bonanova. El 1998 va fitxar per l'Universitari de Barcelona, debutant professionalment a la Divisió d'honor espanyola la temporada 2000-01 i guanyant una Lliga (2002-03). La temporada 2003-04 va fitxar pel Perfumerias Avenida, amb el qual va conquerir una Lliga (2005-06) i dues Copes de la Reina (2005 i 2006). Posteriorment, va jugar a la lliga russa amb el Dinamo de Moscou (2006-08), proclamant-se campiona de la FIBA Eurocup. També va competir a la lliga italiana al Beretta Famila Schio (2008-09 i 2014-16), Bracco Geas Sesto San Giovanni (2009-10) i Liomatic Umbertide (2011-12), i a la lliga turca amb el Kayseri Kaski (2012-14) i el Galatasaray Odeabank d'Istanbul (2014-16), amb el qual va guanyar un títol de lliga. Va ser escollida al draft de la WNBA per Sacramento Monarchs el 2005, essent traspassada a Minnesota Lynx on hi va jugar dues temporades (2005 i 2010). La temporada 2017-18 tornà a jugar la competició estatal jugant a l'Uni Girona Club de Bàsquet, amb el qual guanyà tres Lligues catalanes, una Lliga espanyola (2018-19) i una Supercopa espanyola (2020). Degut a una lesió greu al bessó, es retirà de la competició al final de la temporada 2019-20. Tornà a la competició la temporada 2021-22 jugant amb el Snatt’s Femení Sant Adrià de la Lliga Femenina 2 i el febrer de 2022 fitxà pel Barça CBS de la Lliga Challenge, amb el qual aconseguí l'ascens a la Divisió d'Honor. Es retirà esportivament el juny del mateix any i poc després assumí la direcció esportiva del Barça CBS.
Internacional amb la selecció espanyola en 145 ocasions entre 2001 i 2015, es va proclamar subcampiona del Món (2014) i d'Europa (2007), i va aconseguir diverses medalles de bronze en ambdós campionats. També va participar a dos Jocs Olímpics, Atenes 2004 i Beijing 2008, finalitzant en sisena i cinquena posició respectivament.
Entre d'altres reconeixements, fou escollida com a millor esportista de 2010 a la 56a edició de la Nit de l’Esport de l'Ajuntament de Mataró i li fou atorgat la medalla de bronze de la Reial Orde del Mèrit Esportiu el 2009.

## Palmarès
Clubs
- 1 FIBA EuroCup femenina: 2006-07
- 3 Lligues espanyoles de bàsquet femenina: 2002-03, 2005-06, 2018-19
- 2 Copes espanyoles de bàsquet femenina: 2004-05, 2005-06
- 1 Supercopa d'Espanya de bàsquet femenina: 2019-20
- 5 Lligues catalanes de bàsquet femenina: 2000-01, 2001-02, 2017-18, 2018-19, 2019-20
- 1 Lliga turca de bàsquet femenina: 2014-15

Selecció espanyola
- 1 medalla d'argent al Campionat del Món de bàsquet femení: 2014
- 1 medalla de bronze al Campionat del Món de bàsquet femení: 2015
- 1 medalla d'argent al Campionat d'Europa de bàsquet femení: 2007
- 3 medalles de bronze al Campionat d'Europa de bàsquet femení: 2003, 2005, 2015